# Тинчурин, Карим Галиевич
Кари́м Гали́евич Тинчу́рин (тат. Кәрим Гали улы Тинчурин; 15 сентября 1887, Таракановка, Пензенская губерния — 15 ноября 1938, Казань) — татарский писатель, актёр, драматург и прозаик, один из основоположников профессионального татарского театра и драматургии. Заслуженный артист Татарской АССР (1926).

## Биография
Карим Галиевич родился в крестьянской семье 15 сентября 1887 года в деревне Таракановка.
В 1900 году приехал в Казань и поступил в медресе «Мухаммадия», которое из протеста бросил в 1906 году. 
В 1910 (1911) году поступил в театральную труппу «Сайяр», стал актёром и посвятил свою жизнь театру. 
Возглавлял сектор культуры Центральный мусульманский комиссариат НарКомНац при наркоме Сталине.
В годы гражданской войны — главный режиссёр и руководитель 13-й труппы при политуправлении Красной Армии.
В 1920 — главный режиссёр и руководитель татарской театральной студии при 1-м татарском театре в Самаре (Самарской актёрской студии).
В 1921 — руководитель Оренбургской татарской пролетарской группы (татарский театр имени Г. Кариева).
В 1922 г. после возвращения в Казань правительство Татарстана предложило создать государственную труппу из татарских артистов и назначило Тинчурина главным режиссёром. 
В ноябре 1922 года возглавил Татарский государственный театр. 
В 1928—1929 годы — главный режиссёр Астраханского татарского театра, в 1933 году основал Татарский государственный театр драмы и комедии (ныне его имени).
В 1936 году общественность широко отмечала 25-летие его трудовой деятельности.
Арестован 17 сентября 1937 г. 
Приговорен тройкой НКВД ТАССР 14 ноября 1938 г., обв.: 58-2, 58-6, 58-7, 58-11.: «участник националистической организации („султангалиевщина“), шпионаж в пользу Японии, вредительство на культурном фронте». 
Приговор: высшая мера наказания, конфискация имущества. 
Расстрелян через месяц после ареста — 15 ноября 1938 г. 
Место захоронения — Архангельское кладбище в г. Казань. 
Реабилитирован 14 октября 1955 г.

## Творчество
Драматургия К. Г. Тинчурина вошла в золотой фонд национального театра («Казанское полотенце», «Угасшие звезды», «Голубая шаль» и другие).

### Избранные произведения
- Пьеса «Моназара» («Диспут») — 1906 г.
- Пьеса «Хәләл кәсеп» («Честный труд») — 1912 г.
- Пьеса «Шомлы адым» («Роковой шаг») — 1912 г.
- Пьеса «Беренче чәчәкләр» («Первые цветы») — 1913 г.
- Пьеса «Назлы кияү» («Привередливый жених») — 1915 г.
- Пьеса «Ач гашыйк» («Голодный влюблённый») — 1915 г.
- Пьеса «Соңгы сәлам» («Последний привет») — 1916 г.
- Пьеса «Җилкуарлар» («Ветрогоны») — 1916 г.
- Пьеса «Сүнгән йолдызлар» («Угасшие звёзды») — 1922 г.
- Пьеса «Казан сөлгесе» («Казанское полотенце») — 1923 г.
- Пьеса «Американ» («Американец») — 1924 г.
- Пьеса «Җилкәнсезләр» («Без ветрил») — 1925 г.
- Пьеса «Зәңгәр шәл» («Голубая шаль») — 1926 г.
- Пьеса «Ил» («Рой») — 1927 г.
- Пьеса «Кандыр буе» («На Кандре») — 1930 г.
- Пьеса «Алар өчәү иде» («Их было трое») — 1935 г.

## Награды и признание
- Заслуженный артист Татарской АССР (1926)

## Память
Традиционно каждый свой театральный сезон ТГАТ им. Г.Камала открывает мелодрамой «Голубая шаль».
В 1988 году имя К. Тинчурина присвоено театру драмы и комедии.